# جون مارتين
جون مارتين (بالإنجليزية: John Martyn)‏ هو عازف قيثارة ومغني ومغن مؤلف بريطاني، ولد في 11 سبتمبر 1948 في نيو مالدن ‏ في المملكة المتحدة، وتوفي في 29 يناير 2009 في كينغستون ‏ في المملكة المتحدة بسبب ذات الرئة.

## وصلات خارجية
- الموقع الرسمي
- جون مارتين على موقع IMDb (الإنجليزية)
- جون مارتين على موقع ميوزك برينز (الإنجليزية)
- جون مارتين على موقع أول ميوزيك (الإنجليزية)
- جون مارتين على موقع ديسكوغز (الإنجليزية)